# Thomas Cornish
Thomas Cornish (ur. w 2000 w Sydney) – australijski kolarz torowy, dwukrotny medalista mistrzostw świata.

## Kariera
Pierwszy medal w karierze zdobył w 2016 roku, kiedy zwyciężył w szosowym wyścigu ze startu wspólnego na mistrzostwach Australii juniorów. Na rozgrywanych rok później kolarskich mistrzostwach Oceanii juniorów w Cambridge zwyciężył w keirinie, a w sprincie był drugi. Na mistrzostwach świata juniorów w Aigle w 2018 roku zdobył złoto w wyścigu na 1000 m i srebro w sprincie. W 2020 roku wystartował na mistrzostwach świata w Berlinie, gdzie razem z kolegami z reprezentacji wywalczył brązowy medal w sprincie drużynowym. W tej samej konkurencji zdobył następnie złoty medal podczas mistrzostw świata w Yvelines w 2022 roku. W tym samym roku zajął też drugie miejsce w wyścigu na 1000 m na igrzyskach Wspólnoty Narodów w Birmingham, przegrywając tylko ze swym rodakiem Matthew Glaetzerem.